# Ladislav Schmied
Ladislav Schmied (22. června 1927 Strmilov – 29. března 2012 Jindřichův Hradec) byl český amatérský astronom, především pozorovatel úkazů ve sluneční fotosféře.

## Život
Narodil se v jižních Čechách, kde také prožil celý svůj život. Vystudoval obchodní školu v Jindřichově Hradci a zaměstnán byl jako účetní a rozpočtář. Už v době klukovských let projevoval zájem o astronomii, který se během středoškolského studia prohloubil a zavedl jej do řad České astronomické společnosti. Svoje vzdělávání v astronomii neustále rozvíjel studiem odborných časopisů, především Říše hvězd, čilým písemným stykem s kolegy nebo kurzem astronomie pořádaným v letech 1961–1964 v Českých Budějovicích.
S manželkou Františkou žili v domku ve střediskové obci Kunžak v okrese Jindřichův Hradec, na jehož zahradě L. Schmied vybudoval vlastní pozorovatelnu se dvěma dalekohledy. Tuto využíval především pro zakreslování skvrn sluneční fotosféry, ale také pro výuková pozorování dětí z astronomického kroužku při základní škole Kunžak, který dobrovolně založil a vedl. Spolupořádal také meteorické expedice s účastníky ze svého kunžackého kroužku a členy Astronomického kroužku v Jindřichově Hradci.
Problémem při jeho astronomických pozorováních byl zrak, který se mu stále zhoršoval a bránil mu v pozorování noční oblohy. Až ke sklonku života, po dovršení 80 let, absolvoval laserové operace obou očí a získal tak možnost kvalitního pozorování a vidění bez silných brýlí. V kontextu tohoto celoživotního hendikepu je jeho pozorovací dílo neuvěřitelně rozsáhlé.
Dalšími zájmy, kde dosahoval výborných výsledků, byla například jeho účast ve Svazarmu.

## Ladislav Schmied a Česká astronomická společnost
Už v roce 1943 ještě jako student střední školy vstoupil do České astronomické společnosti a jako svoji kmenovou odbornou skupinu si vybral Sluneční sekci, kterou v té době vedl RNDr. Zdeněk Ceplecha, DrSc. I přesto, že žil v malé obci poněkud odtrženě od hlavního dění České astronomické společnosti, zůstal jejím členem celý život a vedl alespoň čilý písemný styk s ostatními členy. Díky svojí činnosti také obdržel čestné členství v této organizaci.

## Pozorovatelna v Kunžaku

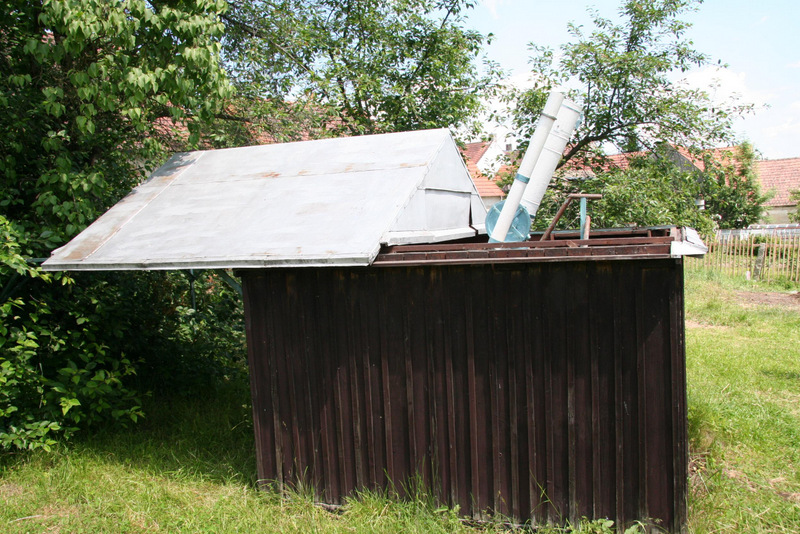
Pozorovatelna v zahradě

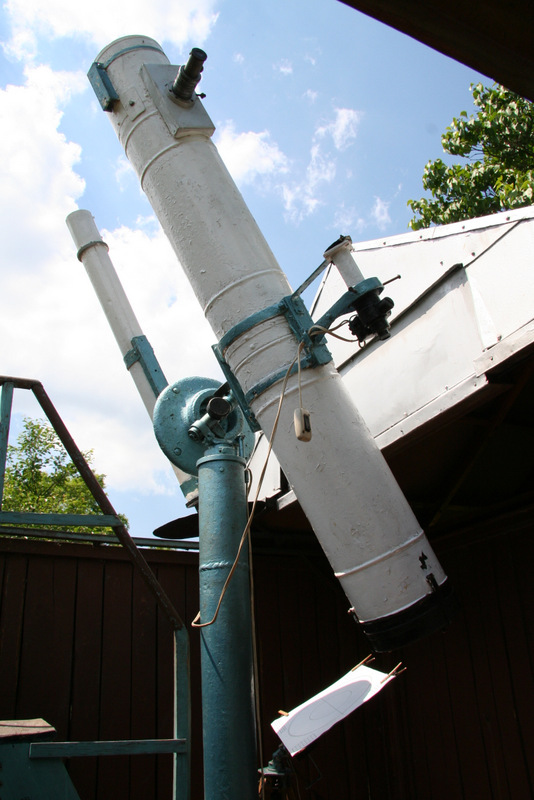
Dalekohledy pozorovatelny

Soukromá pozorovatelna Ladislava Schmieda byla postavena na jeho pozemku za rodinným domkem, obklopená zahradami náležejícími k zástavbě vesnických domů. Jednalo se o dřevěnou boudu, která měla plechovou odsuvnou střechu. Výhodou této konstrukce bylo její rychlé ovládání, takže navést dalekohledy na pozorování bylo poměrně snadné a pozorování tak mohlo proběhnout i ve chvílích, kdy se byť jen na krátko rozjasnila obloha.
Dva dalekohledy – jeden refraktor a druhý reflektor – byly nesené paralaktickou montáží a oba sestrojila dvojice tehdejších vynikajících konstruktérů dalekohledů Ing. Vilém Gajdušek a František Kozelský. Paralaktická montáž však neměla motorek na pohánění dalekohledů a tedy vyrovnávání pohybu nebeských těles po obloze. To znamenalo, že objekty se během krátké chvíle posunuly mimo zorné pole dalekohledu a bylo třeba na ně dalekohledy stále ručně navádět. Ačkoliv pro pozorování je většinou absence pohonu problémem, pan Schmied si ji při svém zakreslování slunečních skvrn pochvaloval, protože pohyb mu zřetelněji znázorňoval i malé skvrny, které by vlivem svého slabého zraku přehlédl.

## Ladislav Schmied a Hvězdárna v Jindřichově Hradci

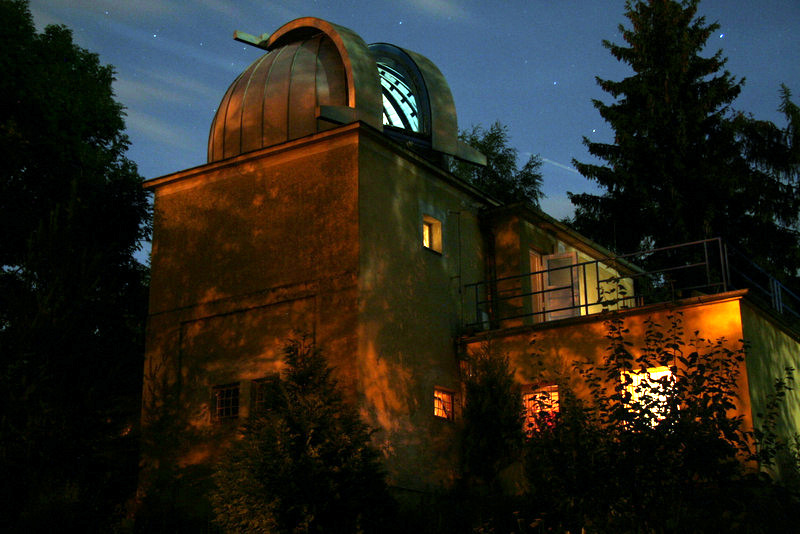
Hvězdárna prof. Františka Nušla v Jindřichově Hradci

Dle vlastních slov cítil L. Schmied v obci Kunžak určitou zeměpisnou odloučenost od práce kolegů astronomů. Z toho důvodu velmi uvítal snahy nedaleké skupiny astronomů-amatérů z Jindřichova Hradce vystavět hvězdárnu.
V Jindřichově Hradci založil astronomický kroužek František Neuwirth, původně profesor Gymnázia v Bučovicích. Svá první hradecká pozorování pořádal na Tyršově stadionu. Poté, co kolem sebe soustředil další amatérské zájemce o astronomii, začal spolu s nimi usilovat o vybudování pozorovatelny. Vedoucí Astronomického kroužku v J. Hradci p. Mos oslovil L. Schmieda s nabídkou spolupráce, která se od té doby velmi zdárně rozvíjela. Ladislav Schmied se aktivně účastnil činnosti kroužku, spolupracoval při astronomických a kosmonautických přednáškách a pozorováních. Kroužek se scházel v budově zámecké okresní knihovny a zároveň si vyjednal přestavbu bývalé prachárny ležící asi 1 km jižně od města na hvězdárnu. Aktivity kroužku se poté přenesly do vlastních prostor.

## Pozorování Slunce

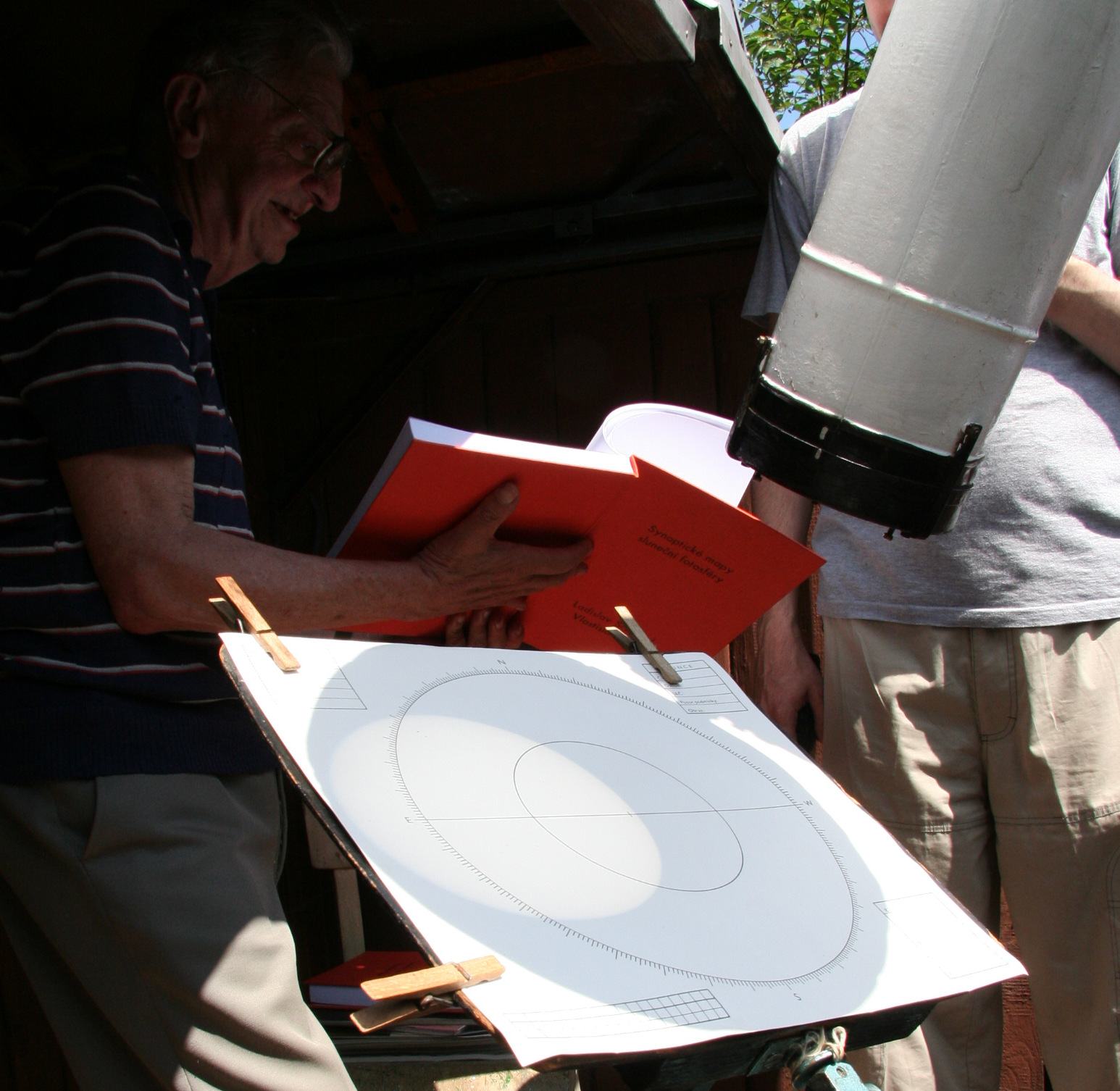
Projekce Slunce

Hlavním celoživotním zájmem Ladislava Schmieda byla fotosféra Slunce. Konkrétně pozorování dějů souvisejících s jedenáctiletou periodou zvanou sluneční cyklus. Sluneční aktivita má výrazné projevy, které jsou viditelné již poměrně malým dalekohledem, někdy dokonce i očima. Jedná se především o sluneční skvrny, temná místa ve fotosféře, které jsou osamocené nebo častěji soustředěné do skupin rozkládajících se podélně kolem slunečního rovníku. Jak se Slunce otáčí kolem své osy, tak se skvrny a jejich skupiny postupně posouvají po slunečním disku a zároveň den ode dne postupně mění svoji velikost.
L. Schmied se systematickým zakreslováním slunečních skvrn začal již v roce 1944, ale za kvalitní považoval svá pozorování až z období kolem roku 1947. Každým dnem, pokud se alespoň na chvíli vyjasnilo, pečlivě zakresloval postavení skvrn na slunečním kotoučku a získal tak do své smrti více než 12 500 pozorování. Za 66 roků každodenního zakreslování dokončil sledování téměř 6 slunečních cyklů a stal se tak soukromou osobou s nejdelší pozorovací řadou na světě. Jak sám vypočítal, stačilo by pouhých sedm pozorovatelů, jako byl on, aby čeští astronomové do dnešních dní měli souvislou neporušenou řadu pozorování od doby císaře Rudolfa II. Habsburského, kdy Johannes Kepler obdržel jako dar v té době novinku – čočkový dalekohled, který mu zaslal jeho přítel Galileo Galilei.

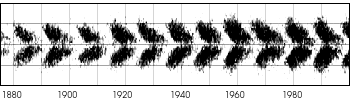
Motýlkový diagram. Foto: NASA

Vlastní pozorování skvrn L. Schmied prováděl formou jejich projekce a zakreslení do protokolu s předtištěnou kružnicí, která znázorňuje sluneční disk. Protokol si pokládal na destičku připevněnou za okulár pozorovacího dalekohledu tak daleko, aby velikost zobrazeného Slunce co nejpřesněji odpovídala velikosti předtištěné kružnice. Po pozorování spočítal skvrny a proměřil vzdálenost skvrn od slunečního rovníku, a následně přenesl jejich sluneční šířku do motýlkového grafu a četnost do křivek relativních čísel. Pomáhal katalogizovat svá i cizí pozorování v rámci České republiky, Slovenska a Polska.
V rámci zájmu o Slunce se také zúčastnil expedice za úplným zatměním Slunce do Bulharska, které proběhlo 15. února 1961. Výpravu za Astronomický ústav Akademie věd České republiky v Ondřejově vedl autor slunečního programu Fotosferex RNDr. Ladislav Křivský, CSc., a účastnil se jí i známý český lovec komet doc. RNDr. Antonín Mrkos, CSc. S přístroji se výprava přepravila do Varny, kde prováděla astronomická i meteorologická měření. Do výzkumu bylo zapojeno i letadlo, z jehož paluby také probíhala pozorování. Pozemské expedici se však zatáhlo během úkazu.

## Ocenění
- r. 1965 - Nejlepší pozorovatel sluneční sekce České astronomické společnosti (dále jen ČAS)
- r. 1967 - Čestné uznání za vynikající odbornou a organizační práci v ČAS
- r. 1971 - Medaile Johanna Keplera
- r. 1974 - Čestné uznání za obětavou práci pro sluneční sekci
- r. 1976 - Medaile Mikoláše Koperníka
- r. 1978 - Čestné uznání za práci v ČAS
- r. 1992 - Čestné uznání ČAS za významnou a dlouholetou práci pro astronomii
- r. 1995 - Uděleno čestné členství ČAS
- r. 1999 - Čestné uznání u příležitosti Astronomického festivalu za dlouholetou činnost ve prospěch české astronomie
- r. 2002 - Čestné členství na Hvězdárně Františka Pešty v Sezimově Ústí za mnohaleté vynikající studium a pozorování aktivity Slunce

## Publikace Ladislava Schmieda
- SCHMIED, Ladislav. Sluneční činnost v létech 1610-1748 a 1969-1992. 1. vydání. Úpice, 1996. Vyšlo jako příloha časopisu Hvězdárny Úpice Spektrum.
- SCHMIED, Ladislav. Štatistické a grafické prehľady slnečnej činnosti od roku 1610. Hurbanovo: Slovenská ústredná hvezdáreň, 1997. ISBN 80-85221-30-6.
- SCHMIED, Ladislav a Vlastislav FEIK. Synoptické mapy sluneční fotosféry. Praha: Vydala Česká astronomická společnost ve spolupráci s Hvězdárou v Úpici, [2009], 1 CD-ROM. ISBN 978-80-86303-17-8.
- SCHMIED, Ladislav a kol. Evidence vizuálních pozorování sluneční fotosféry v České a Slovenské republice. [online]. II. upravená a rozšířená verze. Sezimovo Ústí: Hvězdárna Františka Pešty v Sezimově Ústí, 2004, 51 s. [cit. 2015-05-24]. Dostupné z: http://www.hvezdarna-fp.cz/aktivita-slunce/Statistiky/Evidence/evidence.pdf
- SCHMIED, Ladislav, Vlastimil NELIBA a Vlastislav FEIK. Evidence vizuálních pozorování sluneční fotosféry v ČR, SR a Polsku za období 1965 - 2005: část 2. [online]. Sezimovo Ústí: Hvězdárna Františka Pešty v Sezimově Ústí, 2010, 32 s. [cit. 2015-05-24]. Dostupné z: http://www.hvezdarna-fp.cz/aktivita-slunce/Statistiky/Evidence/evidence%202.pdf